# Pokémon 11. – Giratina és az égi harcos
A Pokémon 11. – Giratina és az égi harcos (angolul Pokémon: Giratina and the Sky Warrior) a Diamond és Pearl trilógia második filmje; összességében pedig a 11. Pokémon film. 
2008. július 19-én mutatták be Japánban, DVD formában pedig 2008. december 19-től vásárolható meg. Premierje az USA-ban 2009. február 13-án volt; és ez volt az első olyan anime, amit Universal Studios valaha is forgalmazott.

## Cselekmény
A történet a 10. pokémon film, a The Rise of Darkrai után játszódik. A film kezdetén Shaymin, egy sündisznó-szerű legendás Pokémon belekeveredik Dialga és Giratina csatájába; melynek eredményeképp Giratina magával rántja őket a Fordított világba. Shaymin megrémül, és arra használja hatalmát, hogy visszakerüljön a normális világba; Dialga pedig egy végtelen idő hurokba zárja Giratinát. Shaymin túléli, és egy gyönyörű tengerparti városban találja magát, ahol összetalálkozik Ash Ketchum-al, Dawn-al és Brock-al. Megpróbálja ellopni Ash ebédét, de mivel súlyosan megsérült, így elviszik meggyógyítani a helyi Pokémon Center-be. Felépülése után vonakodva, de segítenek Shaymin-ek visszajutni az úgynevezett "virágoskert"-be. Útjuk során megjelenik a Rakéta csapat, és megpróbálják ellopni tőlük a pokémonokat; azonban váratlanul nyílik egy portál kapu, és elnyeli hőseinket. A Fordított világban a gyerekek találkoznak Giratina-val, de megmenti őket Newton Graceland. Elmeséli, hogy Ő egy tudós, és öt évvel ezelőtt esett csapdába, amikor tanulmányozta ezt a dimenziót. A térben és időben felbomlott az egyensúly a Dialga és Palkia közötti harcban (az előző filmben), és ez veszélyezteti Giratina világát. Giratina emiatt nagyon dühös Dialgára, de Shaymin-ra is, mert segített neki elmenekülni a film elején. Newton visszaküldi hőseinket a Földre. Folytatják útjukat a "virágoskertbe", azonban feltűnik Zero, Newton egyik tanítványa, aki el akarja lopni Shaymin-t Magnemite, Magneton és Magnezone pokémonjaival. Ez nem sikerül neki, de időközben megint nyílik egy portál kapu, és újból elnyeli hőseinket. Itt Shaymin újból beveti a képességét, s ezáltal Giratina átmegy a Földre. Itt Zero foglyul ejti őt, hiszen el akarja szívni a képességeit. Newton nagy nehézségek árán, de képes leállítani a készüléket, így kiszabadítja. Giratina ezután összeesik a kimerültségtől, és majdnem meghal, de Shaymin újjáéleszti. Zero ezután átmenekül a fordított világba, hogy elpusztítsa a Földet. Egy hatalmas gleccsert zúdít rájuk, ám Regigigas és Mamoswine pokémonok hőseink segítségére sietnek. Eközben Giratina, Ash és pokémonjai legyőzik Zero-t a fordított világban, és visszakerülnek a Földre. A film végén Giratina elmegy megkeresni Dialga-t; Shaymin pedig átváltozik, és elrepül barátaival.

## Szereplők és szinkronok
| Karakter         | Japán hangja      | Angol hangja     | Magyar hangja   |
| ---------------- | ----------------- | ---------------- | --------------- |
| Mesélő           |                   |                  | Vass Gábor      |
| Ash Ketchum      | Macumoto Rika     | Sarah Natochenny | Szalay Csongor  |
| Dawn             | Toyoguchi Megumi  | Emily Bauer      | Vágó Bernadett  |
| Brock            | Ueda Yuji         | Bill Rogers      | Zámbori Soma    |
| Jessie           | Hajasibara Megumi | Michele Knotz    | Kiss Erika      |
| James            | Miki Shin-ichiro  | Jimmy Zoppi      | Markovics Tamás |
| Meowth           | Inuyama Inuko     | Jimmy Zoppi      | Szokol Péter    |
| Shaymin          | Yamazaki Vanilla  | Amy Palant       |                 |
| Newton Graceland | Yamadera Koichi   | Marc Thompson    |                 |
| Zero             | Nakamura Shido    | Lucas Gray       |                 |

## Kritikák
Az IMDb-n 6,3/10-es pontszámot kapott 615 felhasználótól. A film ötvözi a hagyományos animációt a CG effektekkel. A tájak és pokémonok szépen kidolgozottak, részletesek; a látványra sokat adtak.

## Fordítás
Ez a szócikk részben vagy egészben  a   Pokémon: Giratina and the Sky Warrior című angol Wikipédia-szócikk fordításán alapul.  Az eredeti cikk szerkesztőit annak laptörténete sorolja fel. Ez a jelzés csupán a megfogalmazás eredetét és a szerzői jogokat jelzi, nem szolgál a cikkben szereplő információk forrásmegjelöléseként.